# Violette Szabo
Violette Reine Elizabeth Bushell Szabo (Parigi, 26 giugno 1921 – Campo di concentramento di Ravensbrück, 5 febbraio 1945) è stata un'agente segreta britannica al servizio della Special Operations Executive (SOE) franco/inglese durante la seconda guerra mondiale, ricordata per i suoi atti eroici e per essere una delle tre donne della SOE ad aver ottenuto la George Cross.

## Biografia
Nata da padre inglese, Charles Bushell e madre francese, Reine Blanche Leroy, a Parigi, la Szabo trascorse gran parte della sua infanzia con una zia in Piccardia. I genitori, che avevano anche altri quattro figli maschi, si erano trasferiti a Londra a causa dei problemi economici dovuti alla Depressione del 1920-1921. Nel 1932, all'età di undici anni, si riunì con tutta la famiglia, nella loro casa di Burnley Road 18 a Londra e lì frequentò la scuola nel quartiere di Brixton fino a 14 anni. Iniziò a lavorare per un corsettiere francese a Kensington, poi in uno dei negozi Woolworths situato a Oxford Street. Allo scoppio della seconda guerra mondiale lavorava come commessa in un grande magazzino di Brixton chiamato Bon Marché.
Incontrò suo marito, Etienne Szabo, un ufficiale francese di origini ungheresi, durante una parata di commemorazione della Presa della Bastiglia a Londra. Si sposarono circa un mese dopo il 21 agosto 1940 ad Aldershot, dove era stanziato il giovane francese: lui aveva 30 anni, lei 19. Etienne Szabo morì il 24 ottobre 1942, in seguito alle ferite riportate durante la battaglia di El Alamein poco dopo la nascita della loro unica figlia Tania, avvenuta l'8 giugno 1942. La Szabo, che aveva un forte spirito patriottico, raggiunse l'ATS l'11 settembre 1941, fu inviata prima a Leicester e poi a Oswestry in formazione. Dal dicembre 1941 al febbraio 1942 soggiornò con la sua unità a Frodsham ma, avendo scoperto di essere incinta, rientrò a Londra per dar nascita alla figlia. Nel luglio del 1943 accettò di entrare nello Special Operations Executive (SOE), per il suo spirito patriottico e per combattere contro i nazisti che avevano ucciso suo marito. La Szabo era una recluta preziosa visto che parlava perfettamente francese.

### Spia per gli Alleati
Violette fu sottoposta ad una intensa serie di addestramenti una volta introdotta nel SOE. Questi includevano: navigazione diurna e notturna, fuga ed evasione, uso di armi tedesche e alleate, combattimento corpo a corpo, demolizioni, uso di esplosivi, comunicazione e crittografia. Un incidente in paracadute ritardò tuttavia il suo utilizzo nelle missioni sul campo fino al 5 aprile 1944, quando fu paracadutata oltre le linee nemiche tedesche in Francia, sotto la falsa identità di Corinne Leroy.
La sua prima missione, considerata molto difficile, fu quella di contatto per Philippe Liewer (alias Charles Beauchamps), agente francese del SOE, che era a capo di una rete di resistenza a Rouen. Questo gruppo, conosciuto come Salesman, era una sottorete di Prosper, importante organizzazione-ombrello che era stata infiltrata e sgominata dalla Gestapo. Lo scopo della missione era quello di provare a ristabilire i contatti con gli elementi della resistenza rimasti a piede libero in Normandia, e rimetterli in condizione di operare. La Szabo raccolse informazioni importanti e riuscì a rientrare a Londra con Liewer.
Dopo aver riorganizzato una delle reti della Resistenza Francese, condusse alcune operazioni di sabotaggio a ponti e strade, oltre che il recupero di informazioni importanti come gli obiettivi dei bombardamenti tedeschi in territorio alleato. Ritornò brevemente a Londra il 30 aprile 1944.

### La seconda missione e la cattura
Fu paracadutata in Francia la notte fra il 7 e l'8 giugno 1944, il giorno successivo al D-Day, insieme a Jacques Dufour e Jean Bariaud, membri del gruppo Salesman, capitanato dal Liewer. Il loro compito era di coordinare le attività dei maquisard per il sabotaggio delle linee di comunicazione tedesche a seguito dell'Operazione Nettuno. La loro zona d'azione sarebbe dovuta essere il Limosino.
L'auto su cui viaggiava attirò l'attenzione delle truppe tedesche ad un posto di blocco. A seguito del conflitto a fuoco che ne seguì, la Szabo venne catturata e imprigionata. Portata in custodia alle Sicherheitsdienst nei pressi di Limoges, fu sottoposta a tortura. Fu poi trasferita nella prigione di Fresnes a Parigi dove subì ancora dei brutali interrogatori ma l'avvicinarsi degli Alleati alla capitale francese obbligò i nazisti a spostare i prigionieri. Fu messa su un treno con altri prigionieri, alcuni dei quali come lei appartenevano al SOE, l'8 agosto. Il giorno seguente il treno fu attaccato dalla RAF e la Szabo ebbe il coraggio di entrare nella sezione del treno riservata ai prigionieri maschili per dividere con loro la poca acqua e il poco cibo di cui disponeva. Messa su un camion con altre donne fu portata prima a Strasburgo, arrivando il 22 agosto nel campo di concentramento di Ravensbrück. Tre settimane dopo fu spostata insieme ad altre prigioniere fra cui Lilian Rolfe e Denise Bloch, anch'esse membri del SOE, in un campo di lavoro a Torgau. Il 5 ottobre ritornarono al campo di concentramento di Ravensbrück, ma già il 19 fu di nuovo inviata a lavorare per oltre tre mesi, con Rolfe e Bloch che erano già malate, a Königsberg in der Neumark. Il 20 gennaio 1945 rientrarono tutte e tre definitivamente a Ravensbrück. Il loro stato fisico si era gravemente deteriorato anche se avevano ancora la speranza di fuggire. Furono messe nella prigione del campo e il 5 febbraio furono giustiziate con un colpo di pistola alla nuca. I corpi furono subito cremati per non lasciare tracce. Fu uccisa all'età di 23 anni.
Tre anni dopo fu consegnata nelle mani della figlia Tania la George Cross, la più alta delle onorificenze britanniche al valor civile.

## Nella cultura di massa
- Nel 1956 R. J. Minney ha pubblicato un libro ispirato alla sua vita.[10]
- Nel 1958 è uscito il film Scuola di spie di Lewis Gilbert, tratto dal romanzo di R. J. Minney, con Virginia McKenna nel ruolo di Violette Szabo.
- Nel 1985 è stato pubblicato il romanzo di Larry Collins dal titolo Fortitude. La figura della protagonista Catherine Pradier, di madre francese e padre inglese, divenuta agente del SOS per vendicare la morte della madre uccisa durante la fuga da Parigi, è liberamente ispirata a Violette Szabo.[11]
- Nel 2007 la figlia Tania ha pubblicato il libro Young Brave and Beautiful, sulle due missioni del 1944 di Violette durante la seconda guerra mondiale.[12]
- Nel 2009 è stato pubblicato il videogame Velvet Assassin, liberamente ispirato al personaggio di Violette Szabo, più che alle vere esperienze vissute dall'agente.

## Violette Szabo Museum
Nel giugno 2000 fu aperto un museo a lei dedicato, grazie alla tenacia di Rosemary Rigby, una zia di Violette Szabo. Il museo si trova nella cittadina di Wormelow, in Tump Lane, una piccola casa dove Violetta aveva trascorso spesso delle vacanze e dove soggiornò nei periodi di riposo fra una missione e l'altra.

## Controversie
Violette Szabo fu ripetutamente accusata da Robert Benoist, ex pilota automobilistico, membro del SOE e capo della rete Clergyman, di averlo tradito e fatto arrestare insieme alla sua assistente, Charlotte Perdrigé. Questa accusa è basata sul fatto che, durante la loro prima missione, Violette Szabo e Philippe Liewer avevano trovato rifugio in un appartamento parigino in uso a Benoist e alla sua organizzazione. Al momento dell'interrogatorio, i tedeschi rivelarono all'ex pilota che, a tradirlo, erano stati due agenti conosciuti come "Charles" e "Corinne", ossia i falsi nomi di Liewer e della Szabo. Come spiegato dal giornalista Joe Saward nel suo libro-inchiesta Guastatori da corsa, si trattava di un bluff, almeno in parte: Liewer non fu mai catturato né si sa di un doppio gioco da parte sua, perciò è impossibile che abbia fatto rivelazioni al nemico. Pertanto, con ogni probabilità, la scoperta dell'appartamento parigino da parte dei tedeschi, e il conseguente arresto di Benoist e della Perdrigé possono essere attribuiti semplicemente a una circostanza sfortunata avvenuta durante l'interrogatorio di Violette Szabo.